# Dr. Drago’s Madcap Chase
Dr. Drago's Madcap Chase (niem. Die Total Verrückte Rallye) – familijna gra komputerowa z elementami strategii ekonomicznej, wydana przez firmę Blue Byte w 1997 roku.
Założeniem przypomina grę planszową Monopoly, jednak rozgrywka toczy się na przestrzeni (mapie) całej Europy. Na starcie może stanąć do 8 graczy rywalizujących w wyścigu, w którym główny organizator wyznacza metę. Po drodze graczy czekają trudne decyzje w podejmowaniu kolejnych transakcji i inwestycji, które silnie zależą m.in. od warunków pogodowych i pieniężnych. W wyścigu liczy się bowiem nie tylko to kto pierwszy dotrze do celu, ale również to jakie zdobędzie premie i jakie inwestycje uda mu się zawiązać. Gracze muszą również uważać na tytułowego Dr. Drago, który lubi ich ścigać i wyrządzać im różne szkody (np. kradnąc pieniądze).